# Brookesia tuberculata
Brookesia tuberculata este o specie de cameleoni din genul Brookesia, familia Chamaeleonidae, descrisă de Mocquard 1894. A fost clasificată de IUCN ca specie vulnerabilă. Conform Catalogue of Life specia Brookesia tuberculata nu are subspecii cunoscute.